# Günther Ramin

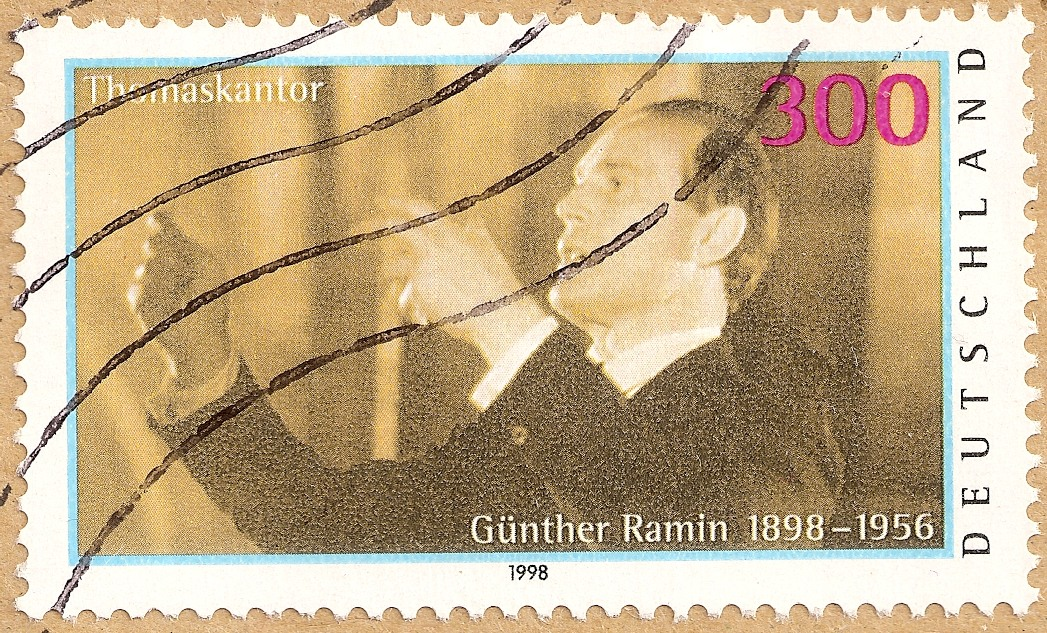
Günther Ramin

Günther Werner Hans Ramin (Karlsruhe, 15 oktober 1898 - Leipzig, 27 februari 1956) was een Duits organist, koordirigent en componist.

## Leven
Ramin studeerde vanaf 1910 aan de Thomasschule en ging daarna op aanraden van de organist Karl Straube van 1914 tot 1917 naar de hogeschool voor muziek en theater van Leipzig, waarbij hij piano studeerde bij Robert Teichmüller. Later studeerde hij orgel bij Karl Straube en compositie bij Stephan Krehl.
Op 1 december 1918 werd Ramin organist van de Thomaskerk te Leipzig als opvolger van Straube, die er cantor werd. In 1920 werd hij organist van het Gewandhaus en gaf hij les in orgel aan het conservatorium. In 1932 werd hij docent aan de Berlijnse hogeschool voor muziek, maar hij gaf dit op. Van 1922 tot 1935 dirigeerde hij het koor van de vereniging voor zangleraren van Leipzig.
Hij werd enthousiast door Hans Henny Jahnn en de ontdekking van het orgel van Arp Schnitger in de Sint-Jacobikerk (Hamburg). In 1929 publiceerde hij zijn Gedanken zur Klärung des Orgelproblems. Vanaf 1933 was hij mede-uitgever van het tijdschrift Musik und Kirche, dat dicht bij de Orgelbewegung stond en sinds 1929 bij Bärenreiter verscheen.
Ramin reisde als orgelvirtuoos door Europa, maar ging ook naar de U.S.A. in 1933 en 1934 en naar Zuid-Amerika in 1954. Zijn internationale successen trokken de belangstelling van de nazi's, die hem voor hun doelen wilden gebruiken. Zo speelde hij in 1935 op het huwelijk van Hermann Göring en speelde in 1936 als eerste op het grote Walckerorgel op de rijkspartijdag te Neurenberg. Hij stond als een van de twee organisten op de lijst van Joseph Goebbels van "door God begenadigden" uit het jaar 1944, die kunstenaars van legerdienst vrijwaarde.
Van 1933 tot 1938 en dan opnieuw van 1945 tot 1951 leidde Ramin ook het koor van het Gewandhaus. In 1935 werd hij leider van het filharmonisch koor van Berlijn. Door de oorlog moest hij dit in 1943 opgeven. Van 1943 tot 1944 leidde hij het nieuw opgerichte rijks-Brucknerkoor en de rijksradio te Leipzig, die bestond uit leden van opgeheven radiokoren.
Zijn contract liep af, omdat Ramin niet bereid was om de leiding van het Thomanerchor op te geven om met het rijks-Brucknerkoor naar Sankt Florian bij Linz te verhuizen. 
Ramin leidde het liefst een gemengd koor, omdat de klank ervan dichter bij zijn ideaal lag dan een knapenkoor alleen.
Zo organiseerde hij dikwijls opvoeringen van het Thomanerkoor en het koor van het Gewandhaus samen. De samenwerking gaf hij officieel aan wegens overbelasting. Er gingen wel discussies tussen hem en de kapelmeester van het Gewandhaus aan vooraf over het kunstzinnig belang van het koor.
Op 18 oktober 1939 werd Ramin weer teruggeroepen als cantor van de Thomaskirche (Leipzig) als opvolger van Karl Straube. Hij bleef daar tot aan zijn dood.
In 1949 kreeg Ramin een eredoctoraat van de universiteit van Leipzig.
Begin 1956 stierf Ramin aan een beroerte. Kurt Thomas volgde hem op aan de Thomaskirche (Leipzig).

## Werken

### Vocale werken
- Der dreizehnte Psalm. Herr, wie lange willst du mein so gar vergessen? (1928) - psalm gecomponeerd voor vierstemmig mannenkoor en orkest
- Aus Zion bricht an der schöne Glanz Gottes en Herr, höre mein Gebet! - twee motetten voor vier- tot zesstemig koor

### Orgelwerken
- Fantasie in e mineur (1924)
- Praeludium, Largo en fuga (1927)
- Orgelkoraalsuite (1928)
- koraalvoorspel (1931)
- Canzona